# Girasole
Girasole är en ort och kommun i provinsen Nuoro i regionen Sardinien i sydvästra Italien. Kommunen hade 1 308 invånare (2017).